# Castle Rock (Washington)
Castle Rock je grad u američkoj saveznoj državi Washington. Prema popisu stanovništva iz 2010. u njemu je živjelo 1.982 stanovnika.